# Télérama
Télérama est un magazine culturel français hebdomadaire fondé en 1947 par Georges Montaron.
Il traite du cinéma, des documentaires, de la musique, de la littérature, du théâtre, et de la vie culturelle en général. 
Malgré sa vocation de publier les programmes de télévision, ceux-ci ne constituent pas l'essentiel de sa pagination, contrairement à ses concurrents de la presse de télévision, comme Télé 7 jours, Télé poche, Télé Star, Télé Z.
Télérama paraît chaque mercredi et donne les programmes du samedi au vendredi suivant : par exemple le no 3375 du mercredi 17 septembre 2014 concerne la période du samedi 20 au vendredi 27 septembre. 3 numéros doubles dans l'année (en juillet, août et décembre).
Il est une filiale du Groupe Le Monde depuis 2003.

## Historique
Peu après son arrivée à Témoignage chrétien en 1947, Georges Montaron, dont la mission consiste à réanimer les éditions Témoignage chrétien alors déclinantes, a l'idée de lancer, parallèlement à Témoignage chrétien, un autre hebdomadaire. Il lui apparaît rapidement que la radio, le cinéma et la télévision, alors débutante, doivent être les vecteurs de la nouvelle culture de l'après-guerre. L'idée lui vient alors d'un magazine consacré à ces médias. Il faut, dit-il alors, un journal qui, plus qu'un simple programme des émissions radiophoniques, « aiderait ses lecteurs à mieux organiser leurs loisirs ». Témoignage chrétien bénéficie alors d'une structure culturelle impressionnante : ses chroniqueurs s'appellent François Mauriac, Antoine Goléa, Pierre Debray-Ritzen, Michel de Saint Pierre. De leur côté, le père Pichard et le père Avril, dominicains, qui produisent des émissions de radio, souhaitent disposer d'un organe de presse écrite qui puisse prolonger leur action. Ainsi paraît, le 2 février 1947, le premier numéro de Radio-Loisirs. Ses directeurs étaient les pères Avril et Pichard et son équipe permanente est formée de Jean-Guy Moreau, Maurice Lorton et Yves Coste. Les principaux collaborateurs sont : Jean-Pierre Chartier, Roger Fressoz, Jean Marcillac (pour le sport), François Pouget, Maurice Cazeneuve, Paul Gilson.
La maquette du numéro zéro contient déjà tous les ingrédients du contenu du futur Télérama : des programmes d'émissions classés par chaîne de radio et par heure, les horaires des bulletins d'informations, les longueurs d'onde des différents émetteurs, des critiques des émissions passées et des articles sur les émissions « à écouter », des critiques de films et de livres, un appel à la participation des lecteurs (Nos lecteurs ont la parole).
Le premier numéro contient une critique du film Arsenic et vieilles dentelles signée de Roger Fressoz, futur directeur du Canard enchaîné. Dès son numéro 5, le magazine remplace sa une par une simple photo pleine page que seuls viennent troubler une accroche et le bandeau du titre.
1947 marque une année terrible pour la presse française. On observe de très longues grèves dans l'imprimerie et une crise fatale pour les Messageries de la Presse. De très nombreux journaux disparaissent. Soumis à la grève de son imprimerie et à une restriction de papier, Radio-Loisirs s'arrête après la parution de 24 numéros (dernier numéro : le numéro 23 daté du 3 au 9 août 1947). Georges Montaron, élu gérant des Éditions Témoignage chrétien le 15 novembre 1949, décide de s'associer avec Ella Sauvageot (directrice de la Vie catholique), et les Éditions du Cerf (propriété des Dominicains), afin de prolonger Radio-Loisirs. Le 22 janvier 1950 apparaît le nouveau magazine Radio-Cinéma-Télévision.

« Nous voulions réaliser un journal s'adressant au public populaire le plus large afin de l'aider à maîtriser la radio, le cinéma et la télévision, instruments privilégiés de culture pour les masses. Nous voulions aussi un journal chrétien qui ne soit ni un organe de prosélytisme, ni une publication confessionnelle exprimant les positions de l'Église, ni le journal de la cotation morale mais un journal de chrétiens partageant les combats des hommes et choisissant d'abord d'être au service des plus pauvres. Nous voulions sur tous les sujets abordés par la radio, la télévision et le cinéma apporter l'éclairage de l'Évangile. »

— Georges Montaron
L'acte fondateur est signé en février 1950 entre Ella Sauvageot pour La Vie catholique dont le fondateur est Francisque Gay, le Révérend Père Pierre Boisselot pour les Dominicains et Georges Montaron pour Témoignage chrétien. Le magazine hérita du titre Radio-Loisirs  et de ses abonnés dont la liste est fournie par Témoignage chrétien. Et il s'installe dans les locaux des Éditions du Cerf, Boulevard de La Tour-Maubourg, avant de déménager rue Saint-Dominique (VIIe arrondissement de Paris).
Cinq ans plus tard, son tirage atteint 75 000 exemplaires. Le 5 janvier 1958 il change de nom pour devenir Télévision-Radio-Cinéma. Le 2 octobre 1960, le numéro 559 de ce qui est devenu Radio-Cinéma-Télévision (puis Télévision-Radio-Cinéma) change son nom en Télérama (contraction syllabique des trois mots télévision, radio et cinéma).
En 1976, Télérama rachète le titre et les lecteurs de La Semaine Radio Télé qui n'a pas su passer de l'âge de la radio à celui de la télévision et a perdu une bonne partie de son lectorat.
En juin 2019, Mediapart révèle qu’à la suite d'une enquête interne, deux figures du journal, Aurélien Ferenczi et Emmanuel Tellier, sont licenciés, accusés d’agissements sexistes et de harcèlement,. Les deux hommes contestent cette sanction et engagent un débat contradictoire avec leur employeur aux Prud'hommes,. En octobre 2020, Marianne révèle que certains salariés se sont plaints d'une instruction menée uniquement « à charge ». Selon Le Figaro, cette affaire est symbolique de la méthode expéditive déployée par Caroline de Haas qui a été chargée de l'audit interne ayant abouti à ces deux licenciements. Le 22 avril 2021, Télérama est condamné à verser 90 000 euros de dommages et intérêts à Emmanuel Tellier pour « licenciement sans cause réelle et sérieuse »,,. La direction du journal annonce son intention de faire appel.

## Orientation politique et lectorat
Vers la fin des années 1970, Télérama a lancé une campagne provocante : une photo d'un homme jouant avec son jeune fils commentée du seul slogan : « On peut très bien passer une excellente soirée sans télévision ». Le message est que l'hebdomadaire entend rappeler sa sélectivité, mettant l'accent sur les émissions et films qui, selon lui, méritent le dérangement… ou non, et ne se contentant pas de simplement donner des programmes. Lorsque deux points de vue divergents existent dans la rédaction, alors les deux sont publiés, une double vision qui donne du relief au magazine. À noter aussi le net marquage à gauche du magazine, qui s'est détaché de son étiquette de « catho de gauche » pour passer à une orientation « humaniste »[style à revoir].
Au moment du traité de Maastricht (1992), le magazine se lance dans une campagne partisane en faveur du « oui ». Cela créera quelques polémiques exprimées pendant plusieurs semaines dans le courrier des lecteurs.
Après avoir été un des fleurons du groupe de presse Publlications de la Vie catholique (PVC), le titre est depuis 2003 une des publications du groupe Le Monde, après la prise de participation majoritaire de celui-ci dans PVC.
En 2006, David Angevin, un ancien journaliste de Télérama, décrit dans un roman transparent et humoristique intitulé Boborama, les présupposés politiques de ses anciens collègues : des « réacs de gauche » qui pensent que « José Bové est le nouveau Che Guevara », qui « soutiennent n’importe quel régime totalitaire pourvu qu’il soit anti-impérialiste ». Pour le héros du roman, les journalistes du magazine sont « des ultra gauchistes qui servent la soupe aux Palestiniens ». Le journal est encore présenté comme le « club américanophobe des cathos progressistes et des marxistes »,.
L'image « catho de gauche » est remplacée dans les années 2000 par une image « bobo écolo » dont une chanson de Vincent Delerm est représentative : « Tes parents ce sera peut-être/Des professeurs de lettres/Branchés sur France Inter/Et qui votent pour les Verts/Chez tes parents dans ce cas-là/Y aura Télérama ». Un lectorat composé d'enseignants est une autre caractéristique du journal avec une moyenne d'âge des lecteurs qui se situe en 2012 à 49 ans.

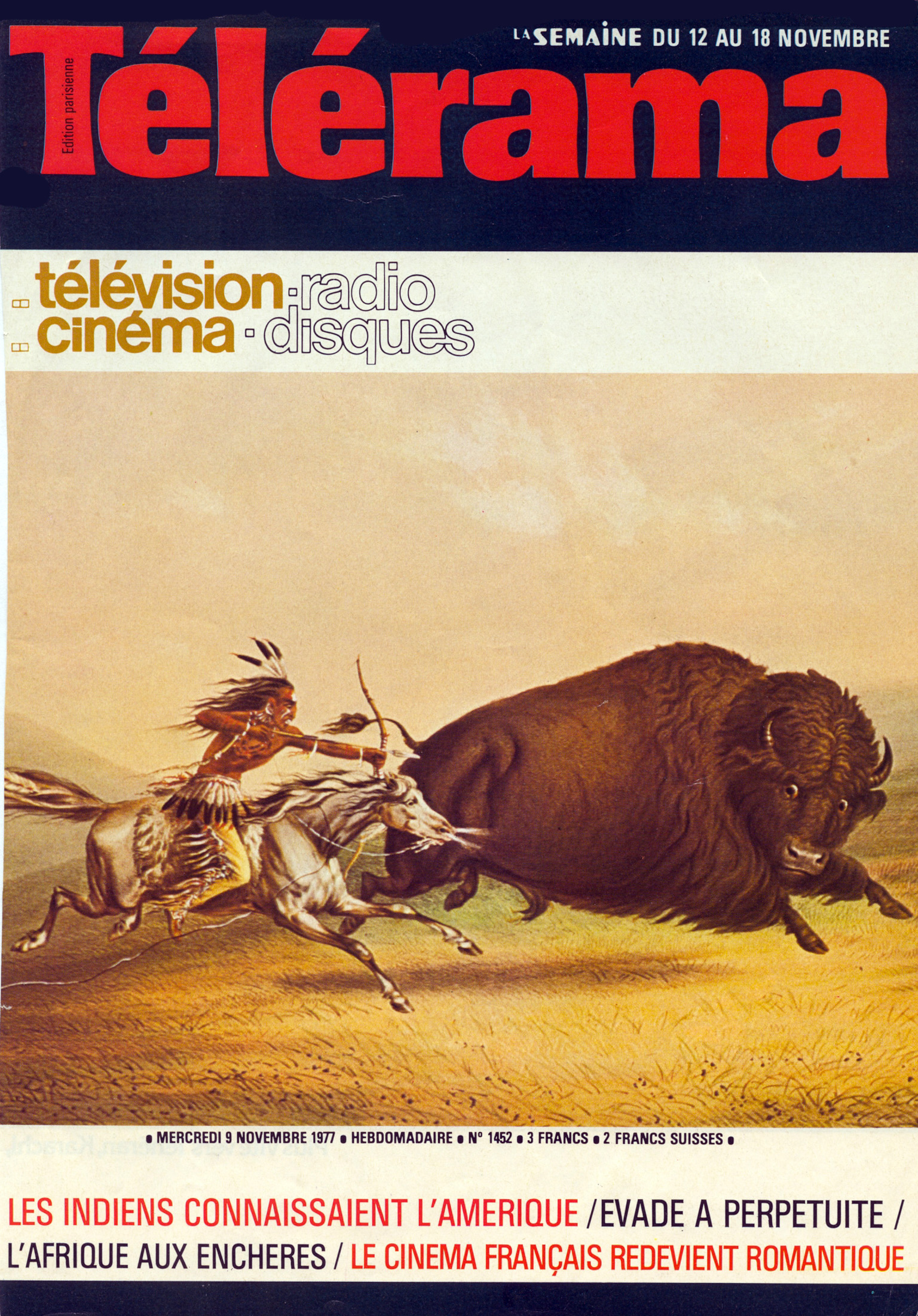

Depuis la fin des années 2010, le journal marque par ailleurs un fort tournant vers le féminisme.

## Contenu
Autour des habituels programmes de télévision, la rédaction publie des reportages et entrevues sur les faits significatifs de société, l'impact et la lecture de l'actualité politique nationale et internationale, et les actualités culturelles telles que les musiques classique et actuelles, la littérature, les programmes des chaînes de radio (il est l'un des seuls titres à proposer des programmes détaillés), le théâtre, l'art, etc. Télérama publie pour la région parisienne un supplément hebdomadaire gratuit, Sortir, couvrant les programmes et l'actualité culturels (théâtre, expositions, concerts, restaurants, enfants, cinéma).
La directrice de la rédaction est Valérie Hurier, nommée en décembre 2022 pour un mandat de cinq ans en remplacement de Fabienne Pascaud qui occupait ce poste depuis 2006. Valérie Hurier était auparavant directrice adjointe de la rédaction du journal, au sein duquel elle a fait toute sa carrière. Ludovic Desautez, directeur adjoint de la rédaction, pilote les activités numériques.
La rédaction en chef est assurée par Valérie Lehoux (débats et reportages), Yasmine Youssi (culture), Samuel Douhaire (cinéma et écrans), Laurent Abadjian (photo), Loran Stosskopf (direction artistique) et Cédric Brette (édition).
Début 2007, le journal est découpé comme suit :
- Ça va mieux en le disant : courrier des lecteurs, auquel il faut rajouter l’édito (éditorial du directeur de la rédaction) toujours inclus dans cette rubrique.
- Téléramdam : articles et brèves sur les « phénomènes de société » liés à la culture.
- L'entretien : longue interview avec une personnalité du monde de l'art, de la culture ou de l'actualité.
- Portrait d'une personnalité.
- Le tour d'une œuvre, Tendance, Reportage, Enquête, L'entretien, Analyse, Portrait et Débat : articles mêlés sur personnalités, œuvres et phénomènes du monde de l'art, de la culture ou de l'actualité.
- Cinéma : critiques de films sortis le mercredi de la semaine en cours.
- Arts : critiques d'expositions et chronique.
- Livres : critiques de livres (romans, jeunesse, BD, poches…).
- Scènes : critiques de pièces de théâtre et de spectacles de danse, marionnettes, cirque…
- Musiques : critiques de disques (classique, rock, musiques du monde, jazz, chanson).
- Internet : critiques de contenus accessibles sur le web (MP3, vidéos, blogs…).
- Télévision : articles sur quelques programmes marquants de la semaine, suivis de la grille des programmes, avec critiques sélectives des chaînes hertziennes, de la TNT, du câble et du satellite.
- Radio : un article sur un programme radio plus un autre article sur une webradio, suivi de la grille des programmes (France Culture, France Musiques, Radio Classique, France Inter, auxquelles s'ajoute quotidiennement la sous-rubrique : autres radios).
- Talents : annonces d'emploi et formation professionnelle.
- Mots croisés.
- VU! : chronique hebdomadaire de François Gorin.

Télérama édite un site internet, créé en novembre 1998.
En 2012, le journal adopte une nouvelle formule.
Idem en 2024.

### Notation des critiques
En 1950, le magazine propose dix notations, de « Ah non ! » à « Bravo », en passant par « Si vous aimez pleurer », « Faute de mieux », « Réveillez-moi »… incarnées par un petit personnage, créé par le dessinateur Omer Boucquey qu’il appelle Ulysse.
Il existe aussi, au départ, les carrés noirs de la Centrale catholique de cinéma, signifiant ses « importantes réserves » voire sa « demande que l’on s’abstienne de voir » tel ou tel film. Ces carrés noirs ont disparu des pages télé en 1994, et de la page récapitulative mensuelle des meilleurs films en 2009.
Les mentions globales des critiques cinémas, livres, arts et spectacles, sont symbolisées par des lettres « T » (télé), ou par le personnage Ulysse relooké en 1972, en 1981 par l'illustrateur Thierry Dalby, en avril 2011, et en avril 2012 en un nouveau visage dessiné par Riad Sattouf plus ou moins souriant .
En 2022, la mascotte Ulysse cède sa place à "Pénélope", dessinée par Pénélope Bagieu , qui se décline en 5 visages, et la notation en "T" s'harmonise pour correspondre à ces 5 catégories :
- - : "Hélas"
- T : "Bof"
- TT : "Bien"
- TTT : "Très Bien"
- TTTT : "Bravo"

La "note maximale" s'établissant à trois « T » jusque là, un film noté "T" avant passe donc à "TT" et ainsi de suite.
De la même façon, des clés « Forte » de notations musicales sont utilisées pour les critiques de disques.

## Direction
Présidente du directoire
- Fleur Lavedan : depuis janvier 2023[19]

Directeur ou directrice de la rédaction
- Marc Jézégabel : de 2001 à 2006[20]
- Fabienne Pascaud : de 2006 à 2022[20]
- Valérie Hurier : depuis janvier 2023[19]

## Intervenants
Parmi les journalistes qui ont collaboré ou collaborent à ce magazine : Emmanuelle Anizon, Louis-Marie Barbarit, Philippe Barbot, Henriette Bichonnier (loisirs enfants), Rosita Boisseau (danse), Patrick Brion (critique de films à la TV sous le pseudonyme d'André Moreau, le héros de Scaramouche), Emmanuel Carrère, David Carzon, Hugo Cassavetti (musique rock), Olivier Céna, Marie Colmant, Michel Contat (jazz), Nicolas Delesalle, Jean-Luc Douin, Aurélien Ferenczi, Christine Ferniot, Michèle Gazier, Louis Guichard, Xavier de Jarcy, Marine Landrot, Martine Laval, Luc Le Chatelier, Thierry Leclère, Valérie Lehoux, Michel Lengliney, Pierre Lepape (littérature), Jean-Marc Loubier, Jacques Marquis, Francis Mayor (qui en fut le rédacteur en chef puis le directeur de la rédaction durant 26 ans), Olivier Milot, Christine de Montvalon, Pierre Murat, Anne-Marie Paquotte, Frédéric Péguillan (rédacteur en chef délégué de « Télérama Sortir »), Antoine Perraud, Philippe Piazzo, Alain Rémond, Laurent Rigoulet, Gilbert Salachas, Richard Sénéjoux, Jacques Siclier (cinéma), Emmanuel Tellier, Pierre Tellier (« Télérama Sortir »), Claude-Marie Trémois, Thierry Voisin (rubrique Mix dans « Télérama Sortir »).

## Tirage, diffusion et subventions
En 1994, sa diffusion totale payée est de 599 192 exemplaires : l'hebdomadaire est alors le magazine d'information le plus diffusé, devant L'Express, Le Nouvel Obs et Le Point.
En 2013, Télérama est le cinquième titre de la presse le plus subventionné au numéro par l'État, avec 0,336 € de subvention par exemplaire.
| Année | Tirage  | Diffusion France payée | Diffusion totale |
| ----- | ------- | ---------------------- | ---------------- |
| 2002  | 749 200 | 652 785                | 664 008          |
| 2003  | 744 846 | 654 285                | 664 647          |
| 2004  | 730 584 | 646 304                | 658 153          |
| 2005  | 720 260 | 643 157                | 654 400          |
| 2006  | 716 194 | 641 557                | 653 156          |
| 2007  | 715 282 | 639 364                | 650 414          |
| 2008  | 710 493 | 640 775                | 650 910          |
| 2009  | 703 822 | 634 051                | 643 957          |
| 2010  | 699 061 | 632 184                | 641 255          |
| 2011  | –       | 622 161                | –                |
| 2012  | 689 991 | 613 234                | 621 417          |
| 2013  | 650 547 | 594 049                | 602 236          |
| 2014  | 630 502 | 578 680                | 586 553          |
| 2015  | 616 622 | 564 956                | 572 489          |
| 2016  | 596 824 | 546 430                | 553 592          |
| 2017  | 565 438 | 519 028                | 524 908          |
| 2018  | 540 788 | 496 994                | 503 106          |
| 2019  | 524 668 | 483 274                | 489 319          |
| 2020  | 498 731 | 474 668                | 480 676          |
| 2021  | 481 684 | 464 032                | 470 576          |
| 2022  | 461 394 | 437 121                | 443 424          |
| 2023  | 438 791 | 424 874                | 430 271          |